# Calamosternus sauteri
Calamosternus sauteri är en skalbaggsart som beskrevs av Rudolph Petrovitz 1961. Calamosternus sauteri ingår i släktet Calamosternus och familjen Aphodiidae. Inga underarter finns listade.